# Mesembria (stolica tytularna)

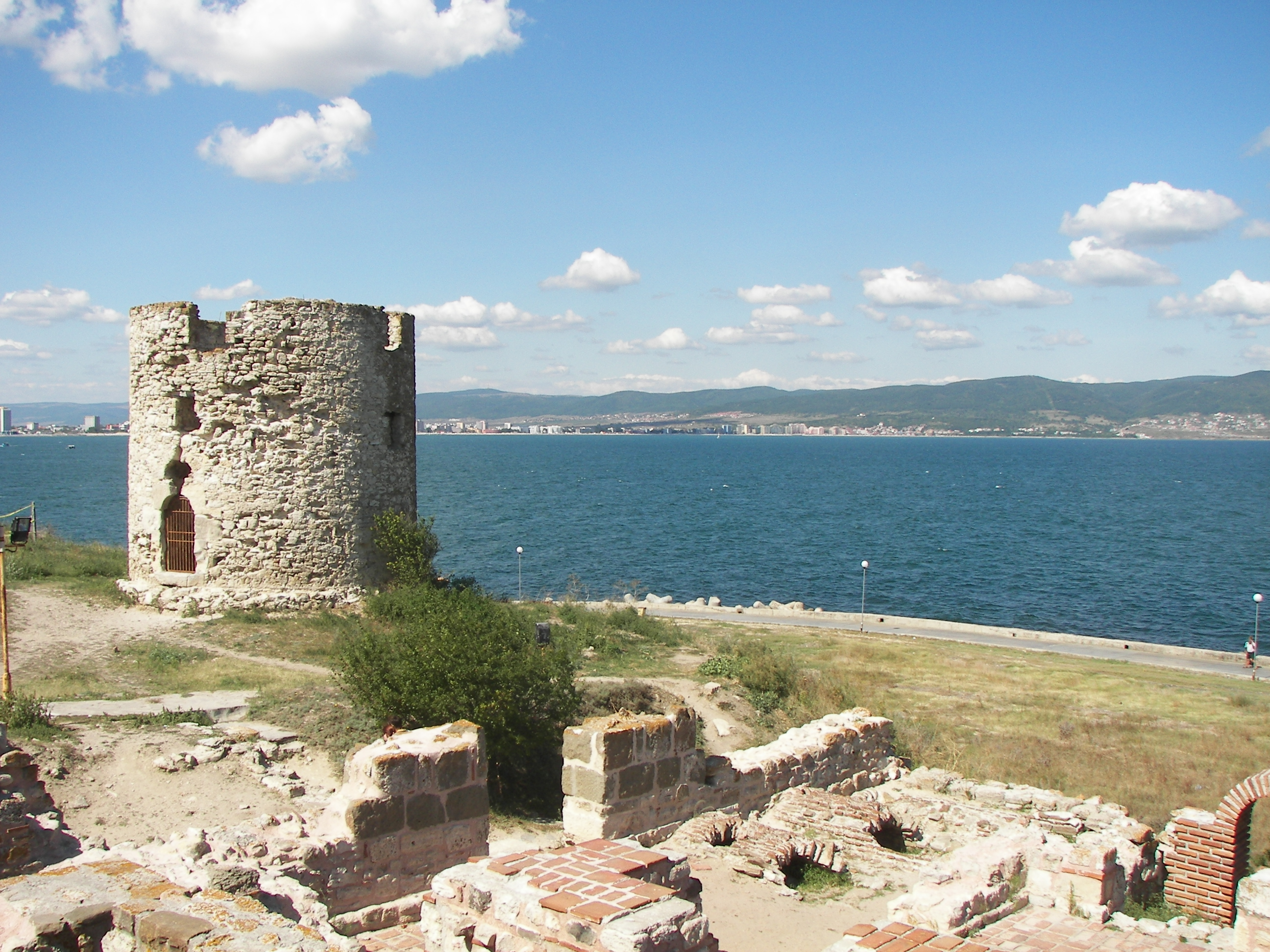
Ruiny starożytnego miasta Mesembria

Mesembria (łac. Dioecesis Mesembrianus) – stolica historycznej diecezji w Tracji istniejącej od czasów rzymskich do XI wieku.
Ruiny dawnego rzymskiego miasta Mesembria, znajdują się we współczesnym mieście Nesebyr, w południowej-wschodniej Bułgarii. Obecnie katolickie biskupstwo tytularne.

## Biskupi tytularni
| Lp. | Biskup          | Funkcja             | Od                | Do               |
| --- | --------------- | ------------------- | ----------------- | ---------------- |
| 1   | Carlo Margotti  | nuncjusz apostolski | 8 marca 1930      | 25 lipca 1934    |
| 2   | Angelo Roncalli | nuncjusz apostolski | 30 listopada 1934 | 12 stycznia 1953 |
| 3   | Silvio Oddi     | nuncjusz apostolski | 30 lipca 1953     | 28 kwietnia 1969 |
| 4   | Loris Capovilla | prałat Loreto       | 25 września 1971  | 22 lutego 2014   |
| 5   | Paolo Rudelli   | nuncjusz apostolski | 3 września 2019   |                  |